# The Blazing World
The Blazing World, även känd under den längre titeln  The Description of a New World, Called The Blazing World, är en berättelse från 1666 av den engelske författaren Margaret Cavendish, som var hertiginna av Newcastle.

## Handling
En ung kvinna hamnar via en passage vid Nordpolen i en alternativ värld, befolkad av talande djur. I det utopiska och satiriska "Kungariket Esfi" blir hon kejsarinna i ett samhälle bestående av diverse talande djur, och leder en invasion, komplett med ubåt, tillbaka till sin egen värld.
Berättelsen inleds med en dikt av hennes man William Cavendish, 1:e hertig av Newcastle.
År 1668 publicerades den tillsammans med Cavendishs Observations upon Experimental Philosophy.

### Fotnoter
1. ↑  ”The Utopian Impulse” (på engelska). Yales universitet. 10 mars 2009. https://static1.squarespace.com/static/59b02ee849fc2b75ee0772cf/t/5b08ca9d03ce64b895eec6c3/1527302815507/utopian_impulse.pdf. Läst 1 december 2022.
2. ↑  Cecilia Djurberg (12 januari 2019). ”Utopisk dröm av dansande metall” (på svenska). Aftonbladet kultur. https://www.aftonbladet.se/kultur/konst/a/ddAq0X/utopisk-drom-av-dansande-metall. Läst 1 december 2022.
3. ↑  Emily Lord Fransee (11 oktober 2018). ”Mistress of a New World” (på engelska). Public Domain Review. https://publicdomainreview.org/essay/mistress-of-a-new-world-early-science-fiction-in-europes-age-of-discovery. Läst 1 december 2022.
4. ↑  ”The 17th-Century sci-fi trailblazer you’ve never heard of” (på engelska). BBC Arts. 18 juni 2018. https://www.bbc.co.uk/programmes/articles/18913TdKcy5894Y7hckntgN/the-17th-century-sci-fi-trailblazer-you-ve-never-heard-of. Läst 1 december 2022.